# Награда Струне од светла
Награда Струне од светла је признање које се музичарима додељује за посебан допринос афирмацији песничке речи у рок и блуз музици. Установила га је Фондација Саше Радоњића и први пут је уручено 2016. године. У почетку се додељивало сваке године, а од 2022. је бијенално.

## О награди
Утемељивач награде је Саша Радоњић — писац, музичар и сувласник новосадске издавачке куће Соларис. У музици је активан као кантаутор и фронтмен концептуалног састава Solaris Blues Band.
Одабир добитника ове награде врши трочлани жири, чији је једини стални члан сам Радоњић. Име награђеног обично се саопштава средином маја. Свечано уручење признања приређује се током јуна у Новом Саду, најчешће у просторијама књижаре Соларис. Лауреат тада добија плакету и једну од електричних гитара из Радоњићеве колекције.
Појединих година било је уобичајено и да се у априлу објављују имена музичара који су ушли у најужи круг номинованих за награду.
Од 2020. године уведено је и сродно признање Светло од струна, намењено младим ствараоцима у рок музици и култури. Предвиђено је да се додељује само у оним годинама у којима жири препозна посебан капацитет код младих рокера. Добитнику се уручује статуета.
Издавачка кућа Соларис је 2021. године објавила панораму поезије свих до тада награђених аутора, за коју је уводну реч написао академик Зоран Пауновић.
Награда се првобитно додељивала сваке године, а при одабиру добитника разматрали су се искључиво целокупни опуси аутора. Међутим, у мају 2023. је објављено да ће се награда убудуће додељивати бијенално (сваке друге године) и да ће у обзир моћи да дође и само један албум или сингл који својом енергијом и продорношћу неспорно афирмише песничку реч. Такође, тада је саставни део пропозиција постала и могућност да се у конкуренцији нађу и аутори који су искључиво или претежно стварали музику на текстове других песника.

## Добитници, најужи круг номинованих и чланови жирија
| Година | Струне од светла                              | Струне од светла                                | Светло од струна            | Чланови жирија                                             | Изв.          |
| Година | Добитник                                      | Најужи избор                                    | Добитник                    | Чланови жирија                                             | Изв.          |
| ------ | --------------------------------------------- | ----------------------------------------------- | --------------------------- | ---------------------------------------------------------- | ------------- |
| 2016.  | Милош Зубац (Пркос Друмски)                   | —                                               | —                           | - Милан Кораћ - Саша Радоњић                               | [ 5 ]         |
| 2017.  | Краљ Чачка                                    | - Никола Врањковић - Бранко Пражић              | —                           | - Милан Кораћ - Милош Зубац - Саша Радоњић                 | [ 6 ] [ 7 ]   |
| 2018.  | Никола Врањковић ()                           | - Никола Пејаковић Коља - Сара Ренар            | —                           | - Милан Кораћ - Милош Зубац - Саша Радоњић                 | [ 8 ] [ 9 ]   |
| 2019.  | Милан Кораћ (Шинобуси)                        | - Звонимир Ђукић Ђуле - Александар Стојковић Ст | —                           | - Богомир Мијатовић - Мирослав Мики Радоњић - Саша Радоњић | [ 10 ] [ 11 ] |
| 2020.  | Звонимир Ђукић Ђуле ()                        | —                                               | Марко Алексић (Неми песник) | - Богомир Мијатовић - Мирослав Мики Радоњић - Саша Радоњић | [ 12 ] [ 1 ]  |
| 2021.  | Момчило Бајагић Бајага (Бајага и инструктори) | —                                               | —                           | - Богомир Мијатовић - Мирослав Мики Радоњић - Саша Радоњић | [ 13 ] [ 14 ] |
| 2022.  | Никола Пејаковић Коља                         | - Зоран Маринковић - Никола Чутурило            | —                           | - Богомир Мијатовић - Мирослав Мики Радоњић - Саша Радоњић | [ 15 ] [ 3 ]  |